# Omphacodes purifimbria
Omphacodes purifimbria là một loài bướm đêm trong họ Geometridae.